# Піт Ікелар
Піт Ікелар (нід. Piet Ikelaar, 2 січня 1896 — 25 листопада 1992) — нідерландський велогонщик.
Бронзовий призер Олімпійських Ігор 1920 (50 км на треку), 1920 (2000 м на тандемах) років.